# ハイデ
ハイデ（Heide）はドイツのシュレースヴィヒ＝ホルシュタイン州(Schleswig-Holstein)のディトマールシェン郡(Dithmarschen)の中心都市。人口21,000人。Heideはドイツ語で「ヒース（の生えている荒地）」を意味する。
15世紀、隣接している4つの村が、「荒地の真ん中」に教会を建設すると決めた。町の名前は今でも昔のままで残っている。正確な創建時期は現在、不明になっているが、1447年までに、ハイデは既にディトマールシェンの主な村であった。 このとき、ディトマールシェンは独立した農民の共和国だった。
ハイデは、19世紀に町となり、現在、観光地である。
2024年には、スウェーデンの二次電池メーカー、ノースボルト社が市内にリチウムイオン電池のギガファクトリー建設に着手。2026年の操業開始時には約3,000人の雇用が見込まれるとしていたが、同社は同年中に資金不足に陥り事実上倒産した。